# 李綱 (天順進士)
李 綱（り こう、生年不詳 - 1479年）は、明代の官僚。字は廷張。本貫は済南府長清県。

## 生涯
幼くして父に従って北京に入り、車の下に落ちて、車が体を轢いて通り過ぎたが、李綱には傷ひとつなかったので、人はみなこれを不思議に思った。1457年（天順元年）、李綱は進士に及第し、御史に任じられた。南直隷巡按・浙江巡按を歴任した。浙江の汚職官吏400人あまりを弾劾したことから、当時の人々に「鉄御史」と称された。陝西延綏現地の兵の編成にあたるよう命じられた。1467年（成化3年）、北京に召還されると、太僕寺少卿に転じた。北直隷巡按をつとめ、馬政を監督し、役人からの贈答品を全て退けた。冀州を巡按したとき、盗人に遭遇した。盗人は「太僕の李公ではないか。どうして金を得ることができようか」と言って、箱を開かないまま逃走した。1477年（成化13年）、李綱は右僉都御史に転じた。1478年（成化14年）、左僉都御史に進み、運河の水運を監督し、平江伯陳鋭とともにその事務にあたった。1479年（成化15年）6月戊子、死去した。